# معركة سيناي
معركة سيناي هي معركة دارت بين الدولة العثمانية وملكية هابسبورغ عام 1696م بالقرب من منطقة تيميشوارا غربي رومانيا. انتصر العثمانيون في هذه المعركة. كان تعداد الجيش الهابسبورغي نحو 40,000 من المشاة و20,000 من الفرسان كأقصى حد. كان الجيش العثماني بقيادة السلطان مصطفى الثاني وقد تفوق الجيش العثماني عدداً على الجيش الهابسبورغي. قاد أغسطس الثاني جيوش هابسبورغ.